# Боцоле
Боцоле (итал. Bozzole) је насеље у Италији у округу Алесандрија, региону Пијемонт.
Према процени из 2011. у насељу је живело 331 становника. Насеље се налази на надморској висини од 93 м.

## Становништво
| 1931. | 1936. | 1951. | 1961. | 1971. | 1981. | 1991. | 2001. | 2011. |
| ----- | ----- | ----- | ----- | ----- | ----- | ----- | ----- | ----- |
| 574   | 561   | 583   | 499   | 415   | 358   | 329   | 293   | 331   |